# F3 Wohlfühlbad Fellbach

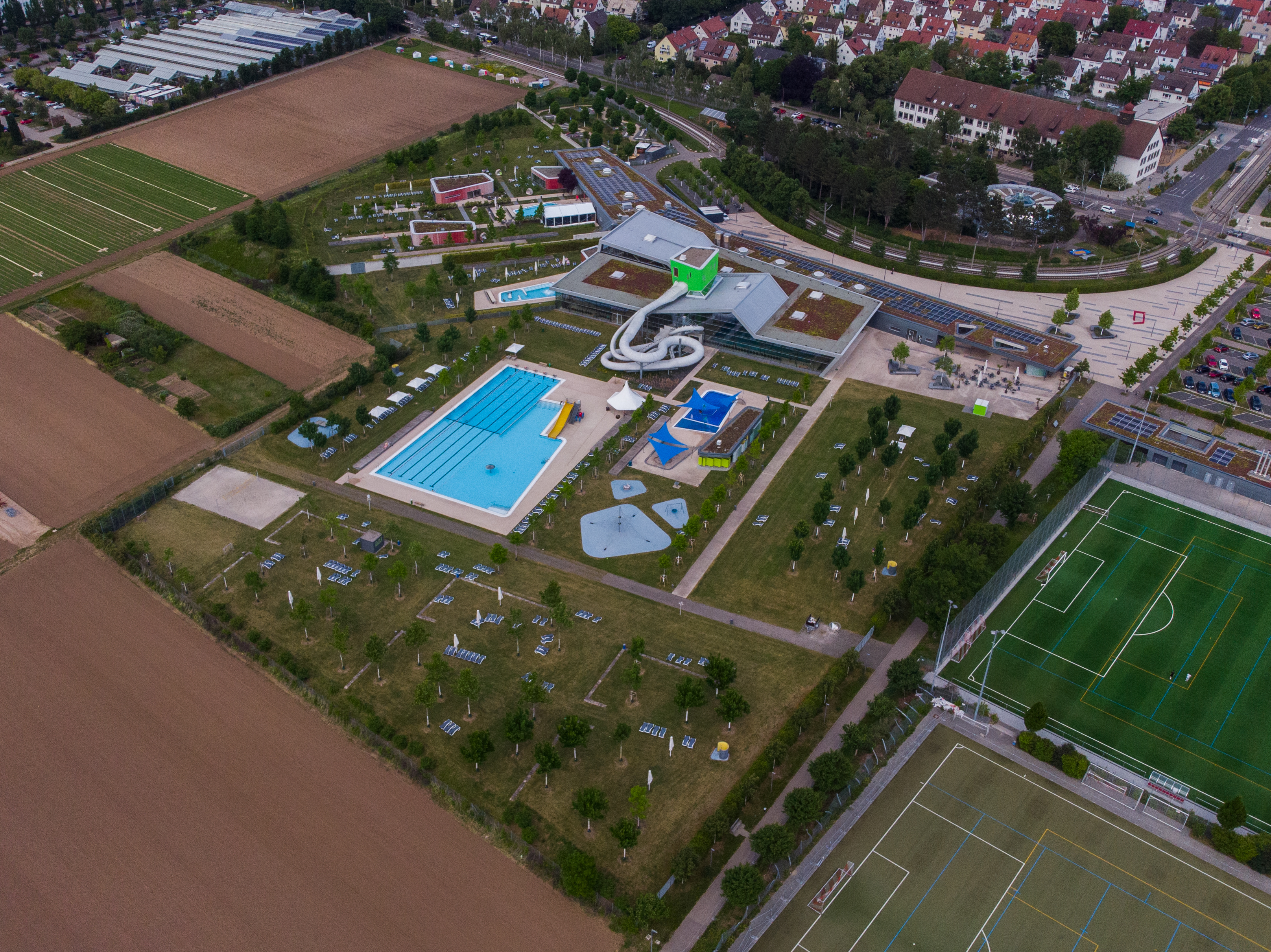
F3 in Fellbach von oben.

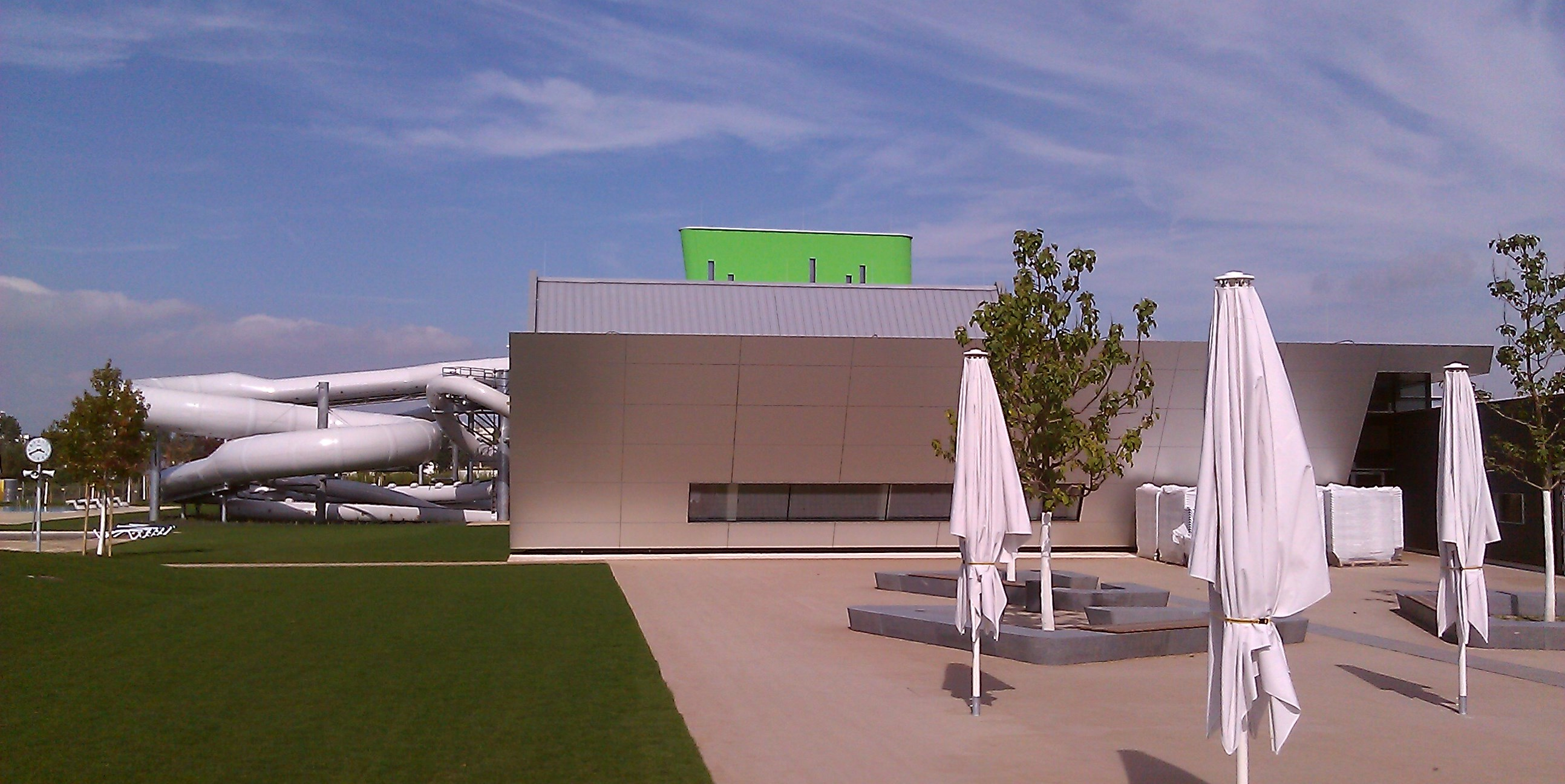
Kombibad: eröffnet am 15. September 2013. Freibad, Hallenbad, Erlebnisbad und Sauna.

Das F3 Wohlfühlbad Fellbach (früher F3 Familien- und Freizeitbad Fellbach) ist ein öffentliches Freizeitbad in Fellbach, das aus einem Familienbad, Freibad und einer Saunalandschaft besteht. Es liegt am westlichen Stadtrand von Fellbach nahe dem Kappelberg.

## Geschichte
Entworfen wurde das F3 vom Stuttgarter Architekturbüro 4a Architekten. Die Investitionskosten betrugen ca. 43 Mio. EUR. Finanziert wurde der Bau von der Stadt Fellbach, die hierfür Darlehen in Höhe von 30,5 Mio. EUR aufgenommen hat. Der erste Spatenstich erfolgte am 3. Mai 2011. Das Richtfest fand am 28. Februar 2012 statt. Grundstück und Gebäude des Bades befinden sich im Eigentum der Städtischen Holding Fellbach. Es wurde ab der Eröffnung der G1 Beratungs- und Einkaufsgesellschaft für Bäder auf Basis eines Pacht- und Betriebsführungsvertrages für 15 Jahre überlassen.
Das Hallenbad wurde am 15. September 2013 eröffnet. Es ersetzt das alte Fellbacher Hallenbad an der Schillerstraße. Das Freibad wurde mit der Sommersaison 2014 eröffnet. Es ersetzt das bisherige, fast 60 Jahre bestehende Freibad an der Untertürkheimer Straße.
Über die Bepflanzung des Freibadbereichs mit nach kurzer Zeit bereits abgestorbenen Bäumen bahnte sich 2016 ein Rechtsstreit an.
Am 10. Juni 2018 wurde eine Besucherin des Bades bewusstlos am Boden des Freibadbeckens gefunden. Sie verstarb am gleichen Abend im Krankenhaus. Es war der erste Todesfall in der Geschichte des Bades.
Nachdem in Folge der COVID-19-Pandemie in Deutschland der Badebetrieb weitgehend zum Erliegen kam, soll das Bad zum 1. August 2020 von der Städtischen Holding Fellbach vom bisherigen Eigentümer übernommen werden. Die Holding soll dabei die Betreibergesellschaft komplett übernehmen.

## Beschreibung
Das F3 Wohlfühlbad Fellbach mit einer Gesamtfläche von ca. 11.320 m² besteht aus:
- Familienbad

- 25-Meter-Schwimmerbecken mit 375 m² Wasserfläche (mit eingebundener Sprunganlage mit 3-Meter-Plattform und 1-Meter-Brett, Kletterwand)
- Lehrschwimmbecken
- Erlebnisbad mit 400 m² Gesamtwasserfläche:
- Badebecken mit Sprudelliegen, Massagedüsen, Wasserpilz
- Whirlpool mit 20 m² Wasserfläche
- Planschbecken mit Rutsche, Wasserpilz, Bachlauf, Wasserkanonen
- Solebecken mit 200 m² Wasserfläche, mit Außenbereich (mit Schwallbrausen, Bodensprudler, Strömungskanal)
- Rutschenturm mit drei Rutschen: Loopingrutsche Aqua Loop (Länge 88 m), Turborutsche (Länge 59 m), Reifenrutsche Aqua Racer (Länge 118 m)[9][17] Das F3 ist das einzige Bad in der Region Stuttgart mit einer Loopingrutsche mit Raketenstart.[3][11] In Deutschland existieren insgesamt nur wenige Loopingrutschen, von denen die im F3 mit die höchste Einzel-Loopingrutsche ist.[9]
- Restaurant

- Freibad:

- beheiztes 50-Meter-Schwimmerbecken mit Nichtschwimmerbereich (mit Wasserpilz)
- Planschbereich
- Breitrutsche

- Saunalandschaft:

- acht Dampf- und Schwitzbäder: Tepidarium, Dampfbad, Trockensauna, Aufgusssauna, Biosauna, Salzsauna, Kelosauna, Rebensauna
- Saunagarten mit Terrasse
- Wellness-Oase: Massagen und Behandlungen
- Saunabar

Das Bad wird von der F3 Betriebsgesellschaft Kombibad Fellbach GmbH betrieben. Das Hallenbad und die Saunalandschaft haben ganzjährig, das Freibad nur im Sommerhalbjahr geöffnet.
Für den Betrieb des F3 werden täglich zwischen 40.000 und 50.000 Litern Trinkwasser aus dem Leitungsnetz entnommen. Im Jahr 2016 wurden Probebohrungen für einen eigenen Brunnen durchgeführt. Zum Bad gehört ein Blockheizkraftwerk, das neben dem F3 unter anderem auch das Rathaus, die Wichernschule, die Silcherschule, die Schwabenlandhalle und das Rathaus-Carrée in Fellbach versorgt.

## Besucherzahlen
Im ersten Jahr nach der Eröffnung kamen bis August 2014 410.000 Besucher. Im ersten vollen Betriebsjahr 2014 kamen 417.000 Besucher, 2015 wurden 490.000 Besucher gezählt. Zweieinhalb Jahre nach der Eröffnung des Hallenbades wurde im Frühjahr 2016 der 1.111.111. Besucher gezählt.
Das Freibad alleine besuchten im Sommerhalbjahr 2015 mehr als 150.000 Gäste.

## Sonstiges
Das F3 ist Trainingsstätte der Schwimmabteilung des SV Fellbach und des TSV Schmiden. Das vom TSV Schmiden jährlich ausgetragene Internationale Einladungsschwimmfest findet im F3 statt.
Im F3 trainierte auch die ehemalige Rhythmische Sportgymnastin Christina Tschernischew vom TSV Schmiden, die der deutschen Nationalmannschaft angehörte. Die Profihandballer des TVB 1898 Stuttgart führten im F3 Entspannungseinheiten durch.
Am letzten Öffnungstag der Freibadsaison 2016 hat das F3 erstmals einen Hundebadetag veranstaltet.